# Emma (Missouri)
Emma è un comune degli Stati Uniti d'America, situato nello Stato del Missouri, diviso tra la contea di Saline e la contea di Lafayette.